# N/T Serpa Pinto
O N/T Serpa Pinto foi um navio de passageiros que foi operado pela Companhia Colonial de Navegação na Carreira da América do Norte (Lisboa–Nova Iorque), na "Rota do Ouro e Prata" (Lisboa–Rio de Janeiro–Buenos Aires) e na "Rota das Caraíbas" (Lisboa–Havana), entre 1940 e 1955.
Foi o navio de passageiros que, durante a Segunda Guerra Mundial mais viagens transatlânticas realizou entre Lisboa, Nova Iorque e Rio de Janeiro, transportando refugiados da guerra em geral, e particularmente judeus em fuga do nazismo, trazendo de volta à Europa, cidadãos de origem germânica expulsos dos países americanos. Adquiriu assim popularidade, ficando conhecido pelos epítetos de "Navio da Amizade", "Navio Herói" e "Navio do Destino".

## História

### Construção
Inicialmente denominado de RMS Ebro, foi encomendado pelo Royal Mail (correios britânicos) ao estaleiro Workman & Clark de Belfast, onde foi lançado ao mar em setembro de 1914. Possuía 137 metros de comprimento e 17 metros de boca.

### Serviço da Grã-Bretanha
O Royal Mail tinha planeado usar o navio na carreira das Índias Ocidentais Britânicas nas Caraíbas, mas devido à eclosão da Primeira Guerra Mundial, ele realizou apenas uma única viagem, em abril de 1915.
Devido ao conflito, ele e o seu irmão gémeo, o RMS Assequibo, foram requisitados pela Marinha Real Inglesa para serem transformados, conjuntamente com quatro outros paquetes do Royal Mail, em cruzadores auxiliares, armados com oito canhões de 152mm (6 polegadas) e minas antinavio, integrados no 10º Esquadrão de Cruzadores, onde prestaram serviço em escoltas de comboios.
Ao final do conflito, foi devolvido ao Royal Mail, mas este optou por vendê-lo à Pacific Steam Navigation Company (PSNC), que o empregou na Carreira Nova Iorque–Chile, via Canal do Panamá, onde permaneceu até ao colapso da companhia em 1930, fruto da Grande Depressão. O navio permaneceu fundeado no rio Avon durante cinco anos.

### Serviço da Jugoslávia
Em fevereiro de 1935 o navio foi vendido à Jugoslavenska Lloyd e rebatizado como Princesa Olga. Sob bandeira Jugoslava, foi empregado na carreira Dubrovnik–Haifa, transportando passageiros e carga geral.
Em 1940, poucas semanas antes da invasão da Jugoslávia pelas tropas da Alemanha Nazi, o navio foi vendido à Companhia Colonial de Navegação.

### Serviço da Companhia Colonial de Navegação
Adquirido em março de 1940, por 18 978 contos, partiu de Split para Lisboa, tendo feito escala em Veneza e Gibraltar. Sendo rebatizado como Serpa Pinto, chegou a Lisboa na tarde de 19 de abril de 1940 numa cerimónia digna de reportagem da Emissora Nacional em direto e difundida para todo o país. Após as reparações e alterações realizadas nos estaleiros em Lisboa o navio passou a contar com suites de luxo, camarotes de luxo e espaço para 113 passageiros de 1ª classe, 86 de 2ª classe, 130 de 3ª classe e 375 nas cobertas, uma lotação total de 704 passageiros.
A primeira viagem sob bandeira portuguesa ocorreu em maio de 1940, com partida de Lisboa e destino a Lourenço Marques, em Moçambique, transportando 258 passageiros. No primeiro dia de viagem foi descerrado um quadro de Alexandre de Serpa Pinto no salão de 1ª Classe, como homenagem ao explorador africano. Esta cerimónia contou com a presença de Carlota Serpa Pinto, filha do explorador português.
No mesmo ano, diante do aumento do número de passageiros que desejavam fugir à guerra na Europa, refugiando-se na América do Sul, a CCN destacou um navio para fazer a carreira Lisboa–Rio de Janeiro, aparelhando para isso o antigo paquete Colonial (antigo navio alemão Ypiranga, construído em 1908 e adquirido em 1930), para a viagem entre Lisboa e o porto de Santos, com escalas no Funchal, ilha de São Vicente e Rio de Janeiro. O N/T Colonial transportou quase 2 mil passageiros para a América do Sul naquele ano.
Com a entrada da Itália na Segunda Guerra Mundial (junho de 1940) e o consequente encerramento das suas carreiras marítimas, apenas três companhias de navegação mantiveram as suas carreiras transatlânticas: as portuguesas Companhia Colonial de Navegação e Companhia Nacional de Navegação, e a espanhola Ybarra, de Sevilha.
A 14 de Julho de 1940 o paquete retorna a Lisboa da sua primeira viagem a África tendo transportado indígenas provenientes das colónias com destino à Exposição do Mundo Português.
A partir de agosto de 1940 o Serpa Pinto iniciou a sua atividade nas carreiras transatlânticas para o Brasil e para os Estados Unidos.
A operação de um paquete, mesmo de um país neutral, no oceano Atlântico em pleno conflito mundial era uma tarefa difícil e perigosa. O navio era frequentemente detido por navios britânicos e dos EUA, assim como por submarinos alemães para ser inspecionado. Durante a guerra, adotou um esquema de cores comum a todos os paquetes portugueses e que pretendia evidenciar a neutralidade da nação e dos mesmos. O casco foi pintado de preto com uma grande bandeira nacional, o nome do navio, o porto de registo e a palavra "PORTUGAL" pintados no costado a letras brancas. As chaminés, que numa primeira fase tinham as cores definidas pelas diferentes companhias de navegação acabaram por adotar também uma decoração uniforme, o verde e vermelho.
A maior ameaça ocorreu na noite de 26 de maio de 1944 quando se encontrava 600 milhas a leste das Bermudas, a caminho de Filadélfia. Tendo examinado a documentação e feito refém o primeiro imediato do navio português, Manuel Valente Pinho, um submarino alemão ordenou a evacuação total dos 500 passageiros para as baleeiras (em 15 minutos) e solicitou a Berlim o torpedeamento do Serpa Pinto. Durante toda a noite, a tripulação e os passageiros aguardaram nos escaleres pela decisão do Estado-Maior da Marinha Alemã. Pelas 5 da manhã, o capitão Américo dos Santos foi levado a bordo do submarino e pelas 3 horas mais tarde chegou a resposta do almirante Dönitz a não autorizar o afundamento. Os escaleres voltaram ao navio, mas, na operação de abordagem do mesmo, faleceram três passageiros. O médico do navio, Dr. Ferreira Machado, vítima de um ataque cardíaco ao saltar para uma baleeira, o cozinheiro, Hermano António que se atirou ao mar e um bebé polaco de 16 meses de idade, que seguia acompanhado pelos pais judeus. Estes deixaram a criança ao cuidado de um passageiro enquanto iam ao camarote e, na confusão e pânico do desembarque, este foi dado como desaparecido.
A 15 de julho de 1944, o cardeal Cerejeira embarcou no paquete Serpa Pinto com destino a Moçambique, onde chegaria em Agosto para estar presente na inauguração da Catedral de Lourenço Marques. Para esta viagem o navio foi alterado (ainda que temporariamente) passando a contar, por exemplo, com uma sala do trono no salão de 1ª Classe.
Durante a Segunda Guerra, o Serpa Pinto realizou dez viagens de ida e volta entre o Brasil e a Argentina, e outras tantas aos Estados Unidos.
O Serpa Pinto manteve-se na chamada "Rota do Ouro e Prata" até julho de 1953, quando foi transferido para a "Rota das Caraíbas" completando, entre 1953 e 1954, doze viagens de ida e volta a Havana, com escalas em Vigo, Funchal, La Guaira e Curaçao.
A 7 de setembro de 1954 partiu naquela que seria a sua última viagem, na rota Lisboa - Goa.

### Desmantelamento
Após a sua última viagem, o navio permaneceu atracado em Lisboa até 6 de setembro de 1954, quando partiu a reboque, com destino ao desmantelamento na Bélgica.